# Copa Argentina 2018-2019
La Copa Argentina 2018-2019 è la 10ª edizione del torneo a eliminazione diretta nazionale di calcio argentino organizzato dalla AFA. Il torneo ha preso avvio il 16 gennaio 2019 e si concluderà nel 15 dicembre dello stesso anno. Il vincitore, oltre al titolo, si aggiudicherà il diritto di partecipare alla Supercopa Argentina 2019 (dove affronterà la vincitrice della Primera División 2018-2019) e a disputare la Coppa Libertadores 2020.

## Formato
Il torneo vede la partecipazione di 87 squadre appartenenti a tutte le categorie del futbol argentino, strutturandosi principalmente in una prima fase a livello regionale (Fase Preliminar Regional) che ha visto come protagoniste le 36 squadre del Federal A, ed in una successiva fase a livello nazionale organizzata con un tabellone "tennistico" composto da 64 squadre:
- le 26 squadre della Primera División 2016;
- le migliori 12 squadre della Primera B Nacional alla 13ª giornata;
- le migliori 6 squadre classificatesi nella Primera B Metropolitana;
- le migliori 4 squadre classificatesi nella Primera C Metropolitana;
- le migliori 3 squadre nella classifica della Primera D Metropolitana;
- le 13 squadre squadre del Torneo Federal A che hanno vinto il turno regionale;

## Squadre

### Primo Livello

#### Primera División
- Aldosivi
- Argentinos Juniors
- Atl. Tucumán
- Banfield
- Belgrano
- Boca Juniors
- Colón (SF)

- Defensa y Justicia
- Estudiantes (LP)
- Gimnasia (LP)
- Godoy Cruz
- Huracán
- Independiente
- Lanús

- Newell's Old Boys
- Patronato
- Racing Club
- River Plate
- Rosario Central
- San Lorenzo
- San Martín (SJ)

- San Martín (T)
- Talleres (C)
- Tigre
- Unión (SF)
- Vélez Sarsfield

### Secondo Livello

#### Primera B Nacional
- Agropecuario
- Almagro
- Arsenal Sarandí

- Atlético Rafaela
- Central Córdoba (SdE)
- Gimnasia (M)

- Independiente Rivadavia
- Mitre (SdE)
- Nueva Chicago

- Platense
- Sarmiento (J)
- Villa Dálmine

### Terzo Livello

#### Primera B Metropolitana
- Acassuso
- All Boys

- Atlanta
- Barracas Central

- Dep. Riestra
- Estudiantes (BA)

#### Torneo Federal A
- Altos Hornos Zapla
- Alvarado
- Atlético Paraná
- Boca Unidos
- Chaco For Ever
- Cipolletti
- Crucero (M)
- Defensores (P)
- Defensores (VR)

- Camioneros
- Dep. Madryn
- Dep. Maipú
- Deportivo Roca
- Desamparados
- Douglas Haig
- Estudiantes (RC)
- Ferro (GP)
- Gimnasia (CdU)

- Gimnasia (S)
- Huracán (LH)
- Ind. Neuquén
- Juv. Antoniana
- Juventud Unida
- Juv. Unida (SL)
- Racing (C)
- San Jorge
- San Lorenzo (C)

- San Martín (F)
- Sansinena
- Sarmiento (R)
- Sol de Mayo (V)
- Sp. Belgrano (SF)
- Estudiantes (SL)
- Sp. Las Parejas
- Unión (S)
- Villa Mitre

### Quarto Livello

#### Primera C Metropolitana
- Dep. Armenio

- Dep. Laferrere

- Ferrocarril Midland

- Dock Sud

### Quinto Livello

#### Primera D Metropolitana
- Argentino (M)

- Atlas

- Real Pilar

## Fase preliminare regionale
Alla Fase Preliminar Regional hanno partecipato le 36 squadre provenienti dal Torneo Federal A. Nel primo turno si sono affrontate le 20 squadre peggio classificate in incontri andata/ritorno. Le dieci vincitrici si sono poi qualificate al turno successivo dove hanno affrontato in incontri A/R le 16 squadre meglio posizionate. Al termine di questa fase, le 13 vincitrici sono state ammesse al tabellone del torneo.

### Prima Fase
| Squadra 1          | Totale          | Squadra 2         | Andata | Ritorno |
| ------------------ | --------------- | ----------------- | ------ | ------- |
| Ind. Neuquén       | 0 - 3           | Dep. Madryn       | 0 - 0  | 0 - 3   |
| Deportivo Roca     | 5 - 1           | Cipolletti        | 3 - 1  | 2 - 0   |
| Douglas Haig       | 8 - 4           | Ferro (GP)        | 6 - 3  | 2 - 1   |
| Defensores (P)     | 1 - 3           | Juventud Unida    | 1 - 0  | 0 - 3   |
| Atlético Paraná    | 2 - 1           | Sp. Las Parejas   | 1 - 0  | 1 - 1   |
| Racing (C)         | 2 - 2 (gfc)     | Sp. Belgrano (SF) | 2 - 1  | 0 - 1   |
| Juv. Unida (SL)    | 3 - 5           | Estudiantes (SL)  | 1 - 3  | 2 - 2   |
| Altos Hornos Zapla | 3 - 3 (3-2 dcr) | San Lorenzo (C)   | 1 - 2  | 2 - 1   |
| San Martín (F)     | 2 - 4           | Crucero (M)       | 1 - 1  | 1 - 3   |
| Juv. Antoniana     | 1 - 2           | Gimnasia (S)      | 1 - 1  | 1 - 0   |

### Seconda Fase
| Squadra 1          | Totale          | Squadra 2        | Andata | Ritorno |
| ------------------ | --------------- | ---------------- | ------ | ------- |
| Dep. Madryn        | 2 - 3           | Sol de Mayo (V)  | 2 - 1  | 0 - 2   |
| Deportivo Roca     | 2 - 2 (gfc)     | Alvarado         | 1 - 0  | 1 - 2   |
| Douglas Haig       | 1 - 0           | Camioneros       | 1 - 0  | 0 - 0   |
| Juventud Unida     | 0 - 0 (5-4 dcr) | Gimnasia (CdU)   | 0 - 0  | 0 - 0   |
| Atlético Paraná    | 1 - 1 (gfc)     | Defensores (VR)  | 1 - 1  | 0 - 0   |
| Sp. Belgrano (SF)  | 1 - 4           | Estudiantes (RC) | 1 - 0  | 0 - 4   |
| Estudiantes (SL)   | 2 - 2 (gfc)     | Desamparados     | 1 - 0  | 1 - 2   |
| Altos Hornos Zapla | 1 - 1 (3-4 dcr) | Gimnasia (S)     | 1 - 0  | 0 - 1   |
| Crucero (M)        | 1 - 3           | Boca Unidos      | 1 - 2  | 0 - 1   |
| Sansinena          | 1 - 4           | Villa Mitre      | 1 - 1  | 0 - 3   |
| Sarmiento (R)      | 2 - 1           | Chaco For Ever   | 2 - 1  | 0 - 0   |
| Dep. Maipú         | 3 - 3 (3-4 dcr) | Huracán (LH)     | 2 - 1  | 1 - 2   |
| San Jorge          | 5 - 5 (gfc)     | Unión (S)        | 3 - 3  | 2 - 2   |

## Fase finale ad eliminazione diretta

### Sorteggi
Le 64 squadre qualificate per la fase finale sono state divise in quattro urne in base ai risultati ottenuti ed alla divisione. I sorteggi sono stati effettuati mettendo a confronto Urna A vs Urna C ed Urna B vs Urna D. Alcuni accoppiamenti sono stati evitati per ragioni di sicurezza.
| Group A | Group B | Group C | Group D |
| --- | --- | --- | --- |
| - Argentinos Juniors - Banfield - Boca Juniors - Estudiantes (LP) - Gimnasia (LP) - Huracán - Independiente - Lanús - Newell's Old Boys - Racing Club - River Plate - Rosario Central - San Lorenzo - Vélez Sarsfield | - Aldosivi - Almagro - Arsenal Sarandí - Atl. Tucumán - Belgrano - Colón (SF) - Defensa y Justicia - Godoy Cruz - Independiente Rivadavia - Mitre (SdE) - Nueva Chicago - Patronato - San Martín (SJ) - San Martín (T) - Sarmiento (J) - Talleres (C) - Tigre - Unión (SF) | - Argentino (M) - Atlas - Boca Unidos - Defensores (VR) - Douglas Haig - Estudiantes (RC) - Huracán (LH) - Juventud Unida - Real Pilar - Sarmiento (R) - Sol de Mayo (V) - Estudiantes (SL) - Unión (S) - Villa Mitre | - Acassuso - Agropecuario - All Boys - Atlanta - Atlético Rafaela - Barracas Central - Central Córdoba (SdE) - Dep. Armenio - Dep. Laferrere - Dep. Riestra - Deportivo Roca - Estudiantes (BA) - Ferrocarril Midland - Gimnasia (M) - Gimnasia (S) - Platense - Dock Sud - Villa Dálmine |

### Tabellone
|  | Trentaduesimi di finale | Trentaduesimi di finale | Trentaduesimi di finale |  |  | Sedicesimi di finale    | Sedicesimi di finale    | Sedicesimi di finale  |                       |       | Ottavi di finale      | Ottavi di finale      | Ottavi di finale |                  |       | Quarti di finale | Quarti di finale | Quarti di finale |                  |   | Semifinali | Semifinali | Semifinali  |             |   | Finale | Finale | Finale |  |
|  |                         |                         |                         |  |  |                         |                         |                       |                       |       |                       |                       |                  |                  |       |                  |                  |                  |                  |   |            |            |             |             |   |        |        |        |  |
|  | 1                       | Newell's Old Boys       | 1                       |  |  |                         |                         |                       |                       |       |                       |                       |                  |                  |       |                  |                  |                  |                  |   |            |            |             |             |   |        |        |        |  |
|  | 2                       | Villa Mitre             | 2                       |  |  | Villa Mitre             | Villa Mitre             | 1                     |                       |       |                       |                       |                  |                  |       |                  |                  |                  |                  |   |            |            |             |             |   |        |        |        |  |
|  | 3                       | San Martín (SJ)         | 1                       |  |  | San Martín (SJ)         | San Martín (SJ)         | 0                     |                       |       |                       |                       |                  |                  |       |                  |                  |                  |                  |   |            |            |             |             |   |        |        |        |  |
|  | 4                       | Villa Dálmine           | 0                       |  |  |                         |                         |                       |                       |       | Villa Mitre           | Villa Mitre           | 1                |                  |       |                  |                  |                  |                  |   |            |            |             |             |   |        |        |        |  |
|  | 5                       | Sarmiento (J)           | 0                       |  |  |                         |                         | Central Córdoba (SdE) | Central Córdoba (SdE) | 2     |                       |                       |                  |                  |       |                  |                  |                  |                  |   |            |            |             |             |   |        |        |        |  |
|  | 6                       | All Boys                | 2                       |  |  | All Boys                | All Boys                | 0                     |                       |       |                       |                       |                  |                  |       |                  |                  |                  |                  |   |            |            |             |             |   |        |        |        |  |
|  | 7                       | Nueva Chicago           | 0                       |  |  | Central Córdoba (SdE)   | Central Córdoba (SdE)   | 1                     |                       |       |                       |                       |                  |                  |       |                  |                  |                  |                  |   |            |            |             |             |   |        |        |        |  |
|  | 8                       | Central Córdoba (SdE)   | 1                       |  |  |                         |                         |                       |                       |       | Central Córdoba (SdE) | Central Córdoba (SdE) | 1                |                  |       |                  |                  |                  |                  |   |            |            |             |             |   |        |        |        |  |
|  | 9                       | San Lorenzo             | 0                       |  |  |                         |                         |                       |                       |       |                       |                       | Estudiantes (LP) | Estudiantes (LP) | 0     |                  |                  |                  |                  |   |            |            |             |             |   |        |        |        |  |
|  | 10                      | Estudiantes (SL)        | 2                       |  |  | Estudiantes (SL)        | Estudiantes (SL)        | 2                     |                       |       |                       |                       |                  |                  |       |                  |                  |                  |                  |   |            |            |             |             |   |        |        |        |  |
|  | 11                      | Unión (SF)              | 0                       |  |  | Barracas Central        | Barracas Central        | 0                     |                       |       |                       |                       |                  |                  |       |                  |                  |                  |                  |   |            |            |             |             |   |        |        |        |  |
|  | 12                      | Barracas Central        | 1                       |  |  |                         |                         |                       |                       |       | Estudiantes (SL)      | Estudiantes (SL)      | 2 (2)            |                  |       |                  |                  |                  |                  |   |            |            |             |             |   |        |        |        |  |
|  | 13                      | Mitre (SdE)             | 1                       |  |  |                         |                         | Estudiantes (LP)      | Estudiantes (LP)      | 2 (4) |                       |                       |                  |                  |       |                  |                  |                  |                  |   |            |            |             |             |   |        |        |        |  |
|  | 14                      | Deportivo Roca          | 0                       |  |  | Mitre (SdE)             | Mitre (SdE)             | 0                     |                       |       |                       |                       |                  |                  |       |                  |                  |                  |                  |   |            |            |             |             |   |        |        |        |  |
|  | 15                      | Estudiantes (LP)        | 5                       |  |  | Estudiantes (LP)        | Estudiantes (LP)        | 2                     |                       |       |                       |                       |                  |                  |       |                  |                  |                  |                  |   |            |            |             |             |   |        |        |        |  |
|  | 16                      | Sarmiento (R)           | 1                       |  |  |                         |                         |                       |                       |       | Central Córdoba (SdE) | Central Córdoba (SdE) | 1                |                  |       |                  |                  |                  |                  |   |            |            |             |             |   |        |        |        |  |
|  | 17                      | Gimnasia (LP)           | 0 (5)                   |  |  |                         |                         |                       |                       |       |                       |                       |                  |                  |       |                  |                  | Lanús            | Lanús            | 0 |            |            |             |             |   |        |        |        |  |
|  | 18                      | Defensores (VR)         | 0 (3)                   |  |  | Gimnasia (LP)           | Gimnasia (LP)           | 1 (3)                 |                       |       |                       |                       |                  |                  |       |                  |                  |                  |                  |   |            |            |             |             |   |        |        |        |  |
|  | 19                      | Defensa y Justicia      | 1                       |  |  | Defensa y Justicia      | Defensa y Justicia      | 1 (4)                 |                       |       |                       |                       |                  |                  |       |                  |                  |                  |                  |   |            |            |             |             |   |        |        |        |  |
|  | 20                      | Gimnasia (S)            | 0                       |  |  |                         |                         |                       |                       |       | Defensa y Justicia    | Defensa y Justicia    | 0                |                  |       |                  |                  |                  |                  |   |            |            |             |             |   |        |        |        |  |
|  | 21                      | Patronato               | 1 (2)                   |  |  |                         |                         | Independiente         | Independiente         | 1     |                       |                       |                  |                  |       |                  |                  |                  |                  |   |            |            |             |             |   |        |        |        |  |
|  | 22                      | Dock Sud                | 1 (1)                   |  |  | Patronato               | Patronato               | 0                     |                       |       |                       |                       |                  |                  |       |                  |                  |                  |                  |   |            |            |             |             |   |        |        |        |  |
|  | 23                      | Independiente           | 4                       |  |  | Independiente           | Independiente           | 1                     |                       |       |                       |                       |                  |                  |       |                  |                  |                  |                  |   |            |            |             |             |   |        |        |        |  |
|  | 24                      | Atlas                   | 0                       |  |  |                         |                         |                       |                       |       | Independiente         | Independiente         | 0                |                  |       |                  |                  |                  |                  |   |            |            |             |             |   |        |        |        |  |
|  | 25                      | Lanús                   | 2                       |  |  |                         |                         |                       |                       |       |                       |                       | Lanús            | Lanús            | 2     |                  |                  |                  |                  |   |            |            |             |             |   |        |        |        |  |
|  | 26                      | Huracán (LH)            | 0                       |  |  | Lanús                   | Lanús                   | 1                     |                       |       |                       |                       |                  |                  |       |                  |                  |                  |                  |   |            |            |             |             |   |        |        |        |  |
|  | 27                      | Independiente Rivadavia | 1                       |  |  | Independiente Rivadavia | Independiente Rivadavia | 0                     |                       |       |                       |                       |                  |                  |       |                  |                  |                  |                  |   |            |            |             |             |   |        |        |        |  |
|  | 28                      | Ferrocarril Midland     | 0                       |  |  |                         |                         |                       |                       |       | Lanús                 | Lanús                 | 4                |                  |       |                  |                  |                  |                  |   |            |            |             |             |   |        |        |        |  |
|  | 29                      | San Martín (T)          | 2 (5)                   |  |  |                         |                         | Argentinos Juniors    | Argentinos Juniors    | 1     |                       |                       |                  |                  |       |                  |                  |                  |                  |   |            |            |             |             |   |        |        |        |  |
|  | 30                      | Agropecuario            | 2 (4)                   |  |  | San Martín (T)          | San Martín (T)          | 0 (2)                 |                       |       |                       |                       |                  |                  |       |                  |                  |                  |                  |   |            |            |             |             |   |        |        |        |  |
|  | 31                      | Argentinos Juniors      | 4                       |  |  | Argentinos Juniors      | Argentinos Juniors      | 0 (3)                 |                       |       |                       |                       |                  |                  |       |                  |                  |                  |                  |   |            |            |             |             |   |        |        |        |  |
|  | 32                      | Douglas Haig            | 1                       |  |  |                         |                         |                       |                       |       | Central Córdoba (SdE) | Central Córdoba (SdE) | 0                |                  |       |                  |                  |                  |                  |   |            |            |             |             |   |        |        |        |  |
|  | 33                      | Huracán                 | 2                       |  |  |                         |                         |                       |                       |       |                       |                       |                  |                  |       |                  |                  |                  |                  |   |            |            | River Plate | River Plate | 3 |        |        |        |  |
|  | 34                      | Unión (S)               | 0                       |  |  | Huracán                 | Huracán                 | 1 (1)                 |                       |       |                       |                       |                  |                  |       |                  |                  |                  |                  |   |            |            |             |             |   |        |        |        |  |
|  | 35                      | Godoy Cruz              | 2                       |  |  | Godoy Cruz              | Godoy Cruz              | 1 (2)                 |                       |       |                       |                       |                  |                  |       |                  |                  |                  |                  |   |            |            |             |             |   |        |        |        |  |
|  | 36                      | Dep. Armenio            | 1                       |  |  |                         |                         |                       |                       |       | Godoy Cruz            | Godoy Cruz            | 0                |                  |       |                  |                  |                  |                  |   |            |            |             |             |   |        |        |        |  |
|  | 37                      | Aldosivi                | 0                       |  |  |                         |                         | River Plate           | River Plate           | 1     |                       |                       |                  |                  |       |                  |                  |                  |                  |   |            |            |             |             |   |        |        |        |  |
|  | 38                      | Gimnasia (M)            | 1                       |  |  | Gimnasia (M)            | Gimnasia (M)            | 1 (4)                 |                       |       |                       |                       |                  |                  |       |                  |                  |                  |                  |   |            |            |             |             |   |        |        |        |  |
|  | 39                      | River Plate             | 3                       |  |  | River Plate             | River Plate             | 1 (5)                 |                       |       |                       |                       |                  |                  |       |                  |                  |                  |                  |   |            |            |             |             |   |        |        |        |  |
|  | 40                      | Argentino (M)           | 0                       |  |  |                         |                         |                       |                       |       | River Plate           | River Plate           | 2                |                  |       |                  |                  |                  |                  |   |            |            |             |             |   |        |        |        |  |
|  | 41                      | Boca Juniors            | 2                       |  |  |                         |                         |                       |                       |       |                       |                       | Almagro          | Almagro          | 0     |                  |                  |                  |                  |   |            |            |             |             |   |        |        |        |  |
|  | 42                      | Estudiantes (RC)        | 0                       |  |  | Boca Juniors            | Boca Juniors            | 1 (1)                 |                       |       |                       |                       |                  |                  |       |                  |                  |                  |                  |   |            |            |             |             |   |        |        |        |  |
|  | 43                      | Almagro                 | 1 (4)                   |  |  | Almagro                 | Almagro                 | 1 (3)                 |                       |       |                       |                       |                  |                  |       |                  |                  |                  |                  |   |            |            |             |             |   |        |        |        |  |
|  | 44                      | Atlético Rafaela        | 1 (2)                   |  |  |                         |                         |                       |                       |       | Almagro               | Almagro               | 1                |                  |       |                  |                  |                  |                  |   |            |            |             |             |   |        |        |        |  |
|  | 45                      | Talleres (C)            | 5                       |  |  |                         |                         | Talleres (C)          | Talleres (C)          | 0     |                       |                       |                  |                  |       |                  |                  |                  |                  |   |            |            |             |             |   |        |        |        |  |
|  | 46                      | Dep. Laferrere          | 0                       |  |  | Talleres (C)            | Talleres (C)            | 0 (6)                 |                       |       |                       |                       |                  |                  |       |                  |                  |                  |                  |   |            |            |             |             |   |        |        |        |  |
|  | 47                      | Banfield                | 3                       |  |  | Banfield                | Banfield                | 0 (5)                 |                       |       |                       |                       |                  |                  |       |                  |                  |                  |                  |   |            |            |             |             |   |        |        |        |  |
|  | 48                      | Juventud Unida          | 0                       |  |  |                         |                         |                       |                       |       | River Plate           | River Plate           | 2                |                  |       |                  |                  |                  |                  |   |            |            |             |             |   |        |        |        |  |
|  | 49                      | Rosario Central         | 2 (4)                   |  |  |                         |                         |                       |                       |       |                       |                       |                  |                  |       |                  |                  | Estudiantes (BA) | Estudiantes (BA) | 0 |            |            |             |             |   |        |        |        |  |
|  | 50                      | Sol de Mayo (V)         | 2 (5)                   |  |  | Sol de Mayo (V)         | Sol de Mayo (V)         | 0                     |                       |       |                       |                       |                  |                  |       |                  |                  |                  |                  |   |            |            |             |             |   |        |        |        |  |
|  | 51                      | Colón (SF)              | 3                       |  |  | Colón (SF)              | Colón (SF)              | 4                     |                       |       |                       |                       |                  |                  |       |                  |                  |                  |                  |   |            |            |             |             |   |        |        |        |  |
|  | 52                      | Acassuso                | 0                       |  |  |                         |                         |                       |                       |       | Colón (SF)            | Colón (SF)            | 1 (4)            |                  |       |                  |                  |                  |                  |   |            |            |             |             |   |        |        |        |  |
|  | 53                      | Atl. Tucumán            | 1                       |  |  |                         |                         | Atl. Tucumán          | Atl. Tucumán          | 1 (3) |                       |                       |                  |                  |       |                  |                  |                  |                  |   |            |            |             |             |   |        |        |        |  |
|  | 54                      | Platense                | 0                       |  |  | Atl. Tucumán            | Atl. Tucumán            | 2 (5)                 |                       |       |                       |                       |                  |                  |       |                  |                  |                  |                  |   |            |            |             |             |   |        |        |        |  |
|  | 55                      | Racing Club             | 0 (3)                   |  |  | Boca Unidos             | Boca Unidos             | 2 (4)                 |                       |       |                       |                       |                  |                  |       |                  |                  |                  |                  |   |            |            |             |             |   |        |        |        |  |
|  | 56                      | Boca Unidos             | 0 (4)                   |  |  |                         |                         |                       |                       |       | Colón (SF)            | Colón (SF)            | 2 (6)            |                  |       |                  |                  |                  |                  |   |            |            |             |             |   |        |        |        |  |
|  | 57                      | Arsenal Sarandí         | 2                       |  |  |                         |                         |                       |                       |       |                       |                       | Estudiantes (BA) | Estudiantes (BA) | 2 (7) |                  |                  |                  |                  |   |            |            |             |             |   |        |        |        |  |
|  | 58                      | Atlanta                 | 0                       |  |  | Arsenal Sarandí         | Arsenal Sarandí         | 2                     |                       |       |                       |                       |                  |                  |       |                  |                  |                  |                  |   |            |            |             |             |   |        |        |        |  |
|  | 59                      | Tigre                   | 0                       |  |  | Estudiantes (BA)        | Estudiantes (BA)        | 3                     |                       |       |                       |                       |                  |                  |       |                  |                  |                  |                  |   |            |            |             |             |   |        |        |        |  |
|  | 60                      | Estudiantes (BA)        | 3                       |  |  |                         |                         |                       |                       |       | Estudiantes (BA)      | Estudiantes (BA)      | 1 (4)            |                  |       |                  |                  |                  |                  |   |            |            |             |             |   |        |        |        |  |
|  | 61                      | Belgrano                | 3                       |  |  |                         |                         | Real Pilar            | Real Pilar            | 1 (3) |                       |                       |                  |                  |       |                  |                  |                  |                  |   |            |            |             |             |   |        |        |        |  |
|  | 62                      | Dep. Riestra            | 0                       |  |  | Belgrano                | Belgrano                | 0                     |                       |       |                       |                       |                  |                  |       |                  |                  |                  |                  |   |            |            |             |             |   |        |        |        |  |
|  | 63                      | Vélez Sarsfield         | 0                       |  |  | Real Pilar              | Real Pilar              | 1                     |                       |       |                       |                       |                  |                  |       |                  |                  |                  |                  |   |            |            |             |             |   |        |        |        |  |
|  | 64                      | Real Pilar              | 1                       |  |  |                         |                         |                       |                       |       |                       |                       |                  |                  |       |                  |                  |                  |                  |   |            |            |             |             |   |        |        |        |  |